# Abadía de San Galgano

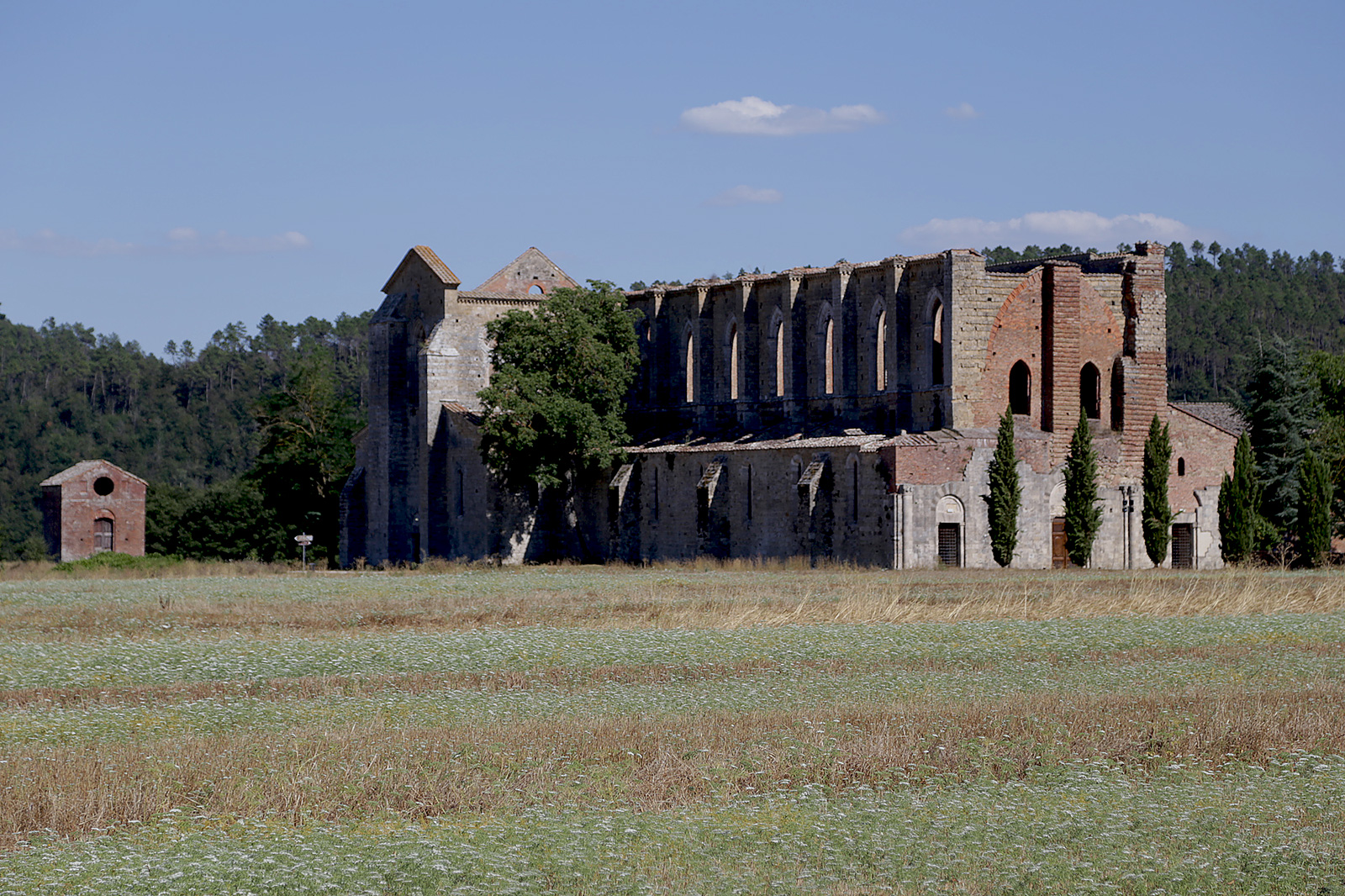
Abadía de San Galgano.

La abadía de San Galgano (en italiano, abbazia di San Galgano) es un edificio religioso cisterciense ubicado a pocos kilómetros de Siena, en el municipio de Chiusdino.
El lugar está constituido por el eremitorio llamado «Rotonda de Montesiepi» y de la gran abadía, ahora completamente en ruinas y reducida sólo a los muros.

## Orígenes
De san Galgano, santo titular del lugar cuya fiesta es el 3 de diciembre se sabe que murió en 1181 y que, habiéndose convertido después de una juventud desordenada, se retiró a la vida eremítica para dedicarse a la penitencia, con la misma intensidad con la que anteriormente se dedicó a la disipación. La capilla fue edificada en 1185, sobre la tumba del santo que se había convertido en objeto de culto popular.
En el momento de la conversión, en la mañana de Navidad de 1180, Galgano Guidotti clavó su espada en una roca con la finalidad de transformar el arma en una cruz; en efecto, en la Rotonda hay una piedra en la que sobresale una empuñadura y un fragmento de una espada corroída por los años y las inclemencias meteorológicas, ahora protegida con un relicario de plexiglás. La evidente analogía con el mito arturiano no ha dejado de despertar curiosidad.

## Historia y características

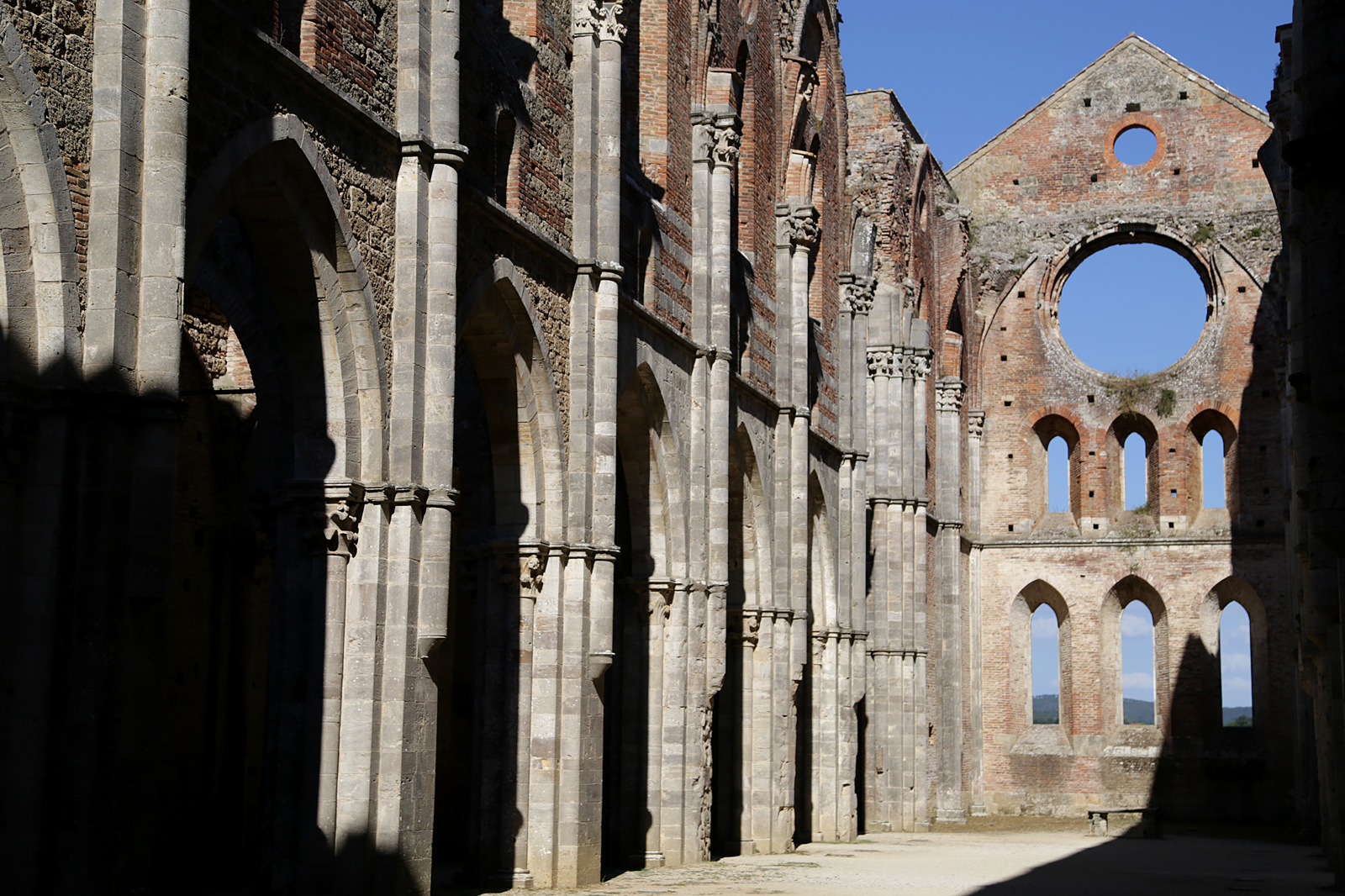
Interior de la abadía.

La construcción de la abadía se inició hacia el año 1220, y fue larga: la consagración aconteció en el año 1268 y marca el inicio del arte gótico en la Toscana.
La abadía se construyó con planta de cruz latina y tres naves, con una longitud de 72 metros y una anchura de 21. El ábside está rematado por un rosetón. El edificio testimonia la difusión del culto a San Galgano. Alcanzó un gran poder en el siglo XIV, también gracias a la inmunidad y los privilegios imperiales concedidos y otras ricas donaciones recibidas.
Fue protegida y generosamente beneficiada por los emperadores Enrique VI, Otón IV y del mismo Federico II que confirmaron siempre los privilegios concedidos añadiendo poco a poco otros, incluido el derecho de acuñar moneda. El papa Inocencio III eximió a la abadía del pago del diezmo.
La riqueza acumulada en el Cinquecento fue tal que desencadenó un enfrentamiento entre la República de Siena y el Papado. En junio de 1506 el papa Julio II emitió un interdicto contra Siena porque había propuesto al cardenal de Recanati al candidato papal Francesco da Narni para la asignación de los beneficios abaciales. En esta que podría ser definida como una cuestión de tipo político-simoníaco, la República de Siena, guiada por Pandolfo Petrucci, resistió ordenando a los sacerdotes la celebración regular de todas las funciones litúrgicas.

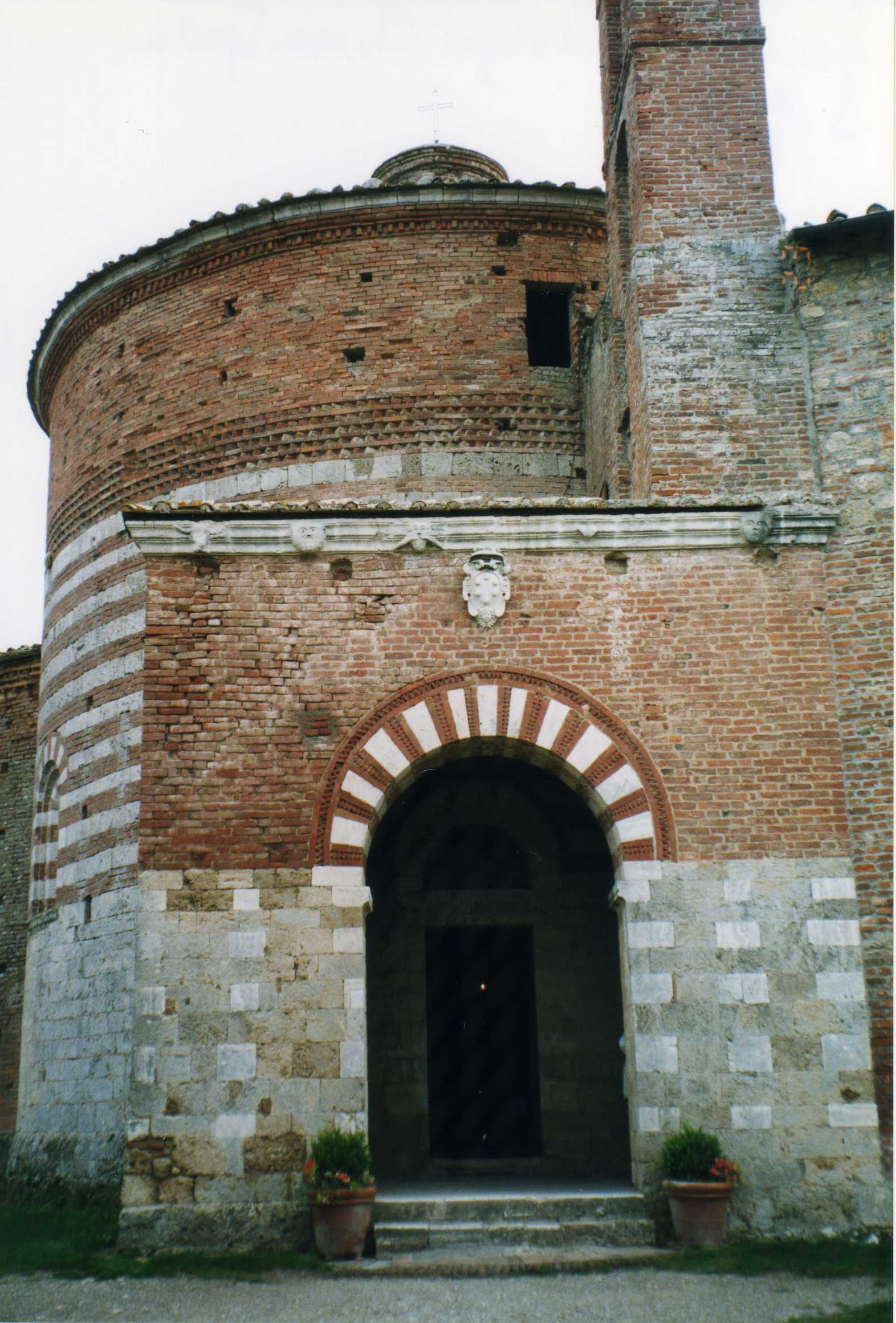
La Rotonda de Montesiepi,
donde se halla la espada.

Después de este periodo de esplendor se inició su lenta decadencia que redujo el lugar a unas ruinas grandiosas, Fue cantera de materiales de construcción, depredada y abandonada a la incuria de los hombres; se llegaron a vender las planchas de plomo que cubrían el techo, exponiéndolo así a las inclemencias.
En 1924, Gino Chierici se ocupó de restaurar la abadía, no para recuperar su uso original sino para detener los estragos del tiempo. El aspecto actual recuerda a otros lugares abandonados como la Melrose y Kelso en Escocia, la de Cashel en Irlanda y las ruinas de Eldena en Alemania. El lugar de la abadía es extremadamente sugestivo, y ha sido utilizado para ambientar las películas Nostalgia (Nostalgya) de Andréi Tarkovski (1983), y El paciente inglés de Anthony Minghella (1996).
A pesar de la decadencia de la abadía, permanece en condiciones la parte más pequeña del complejo, la Rotonda, con la capilla del año 1340, pintada al fresco por Ambrogio Lorenzetti.